# Sriti
Sriti is een bestuurslaag in het regentschap Ponorogo van de provincie Oost-Java, Indonesië. Sriti telt 3051 inwoners (volkstelling 2010).